# Ruža u kamenu
«Ruža u kamenu» es una canción de la cantante croata Franka Batelic.
Es una canción pop-rock, interpretada en croata. La traducción del título es una rosa en una piedra. La canción se hizo muy popular en Croacia, lo que hizo que la popularidad de Franka subiera. La canción ganó el festival de radio de la HRT y también el OGAE Second Chance Contest en 2008, lo que le dio popularidad en Europa.